# Abor & Tynna
Abor & Tynna è un duo musicale austriaco formatosi nel 2016 e costituito dai fratelli Attila "Abor" Bornemisza (Vienna, 27 agosto 1998) e Tünde "Tynna" Bornemisza (Vienna, 22 dicembre 2000).
Hanno rappresentato la Germania all'Eurovision Song Contest 2025 con il brano Baller, classificandosi al quindicesimo posto.

## Storia
Nati nella capitale austriaca, sono entrambi figli del violoncellista di origine ungherese Csaba Bornemisza, membro della Wiener Philharmoniker, l'orchestra filarmonica del teatro dell'Opera di Stato di Vienna, dal 1993. Fino all'adolescenza, Tünde ha imparato a suonare il flauto traverso, mentre suo fratello Attila, seguendo le orme del padre, si è dedicato allo studio del violoncello. Nel 2016 i due hanno iniziato a registrare insieme le loro prime canzoni, debuttando musicalmente solo nel 2020 con la pubblicazione di Anti Ally. Nel 2024 Abor & Tynna sono stati scelti come artisti di apertura per il concerto di Nina Chuba a Brema, tappa del suo Glas Tour.
Il 4 febbraio 2025 sono stati confermati tra i partecipanti di Chefsache ESC 2025, il nuovo format ideato dal produttore televisivo Stefan Raab per la selezione del rappresentante tedesco all'Eurovision Song Contest. Dopo aver superato i quarti di finale e la semifinale, ove in quest'ultima hanno presentato l'inedito Baller, il duo ha avuto accesso alla serata finale. Infine, il 1º marzo, si sono esibiti nella finale del concorso canoro, accedendo dapprima alla superfinale a cinque per volere della giuria d'esperti e conquistando poi il primo posto con circa il 35% di preferenze da parte del pubblico; dunque, Abor & Tynna si sono guadagnati il diritto di rappresentare la Germania all'Eurovision Song Contest 2025. Baller è stato il brano preferito dal pubblico tra quelli in gara commercialmente, esordendo al 13º posto della Deutsche Singlechart. Il successivo 17 maggio Abor & Tynna si sono esibiti nella finale dell’Eurovision Song Contest, dove si sono classificati al quindicesimo posto con 151 punti.

## Formazione
- Attila "Abor" Bornemisza – violoncello, produzione
- Tünde "Tynna" Bornemisza – voce, flauto traverso

## Discografia

### Album in studio
- 2025 – Bittersüß

### Singoli
- 2020 – Anti Ally
- 2022 – Winx Club
- 2023 – Coco Taxi
- 2024 – Plattenpräsident
- 2024 – Küsschen
- 2024 – Mama
- 2024 – Guess What I Like
- 2024 – Seifenblasen
- 2025 – Baller